# Pingdu
Pingdu is een stad in de prefectuur Qingdao in het westen van de noordoostelijke provincie Shandong, Volksrepubliek China.
Bij de volkstelling van 2020 had de stad 519.957 inwoners.